# Klassenmodell nach Engel, Blackwell und Kollat
Das Klassenmodell nach Engel, Blackwell und Kollat dient hauptsächlich zur Erklärung des Konsumentenverhaltens. Es gehört zu den Totalmodellen und versucht, das Konsumentenverhalten vollständig zu erklären. Das S-O-R-Paradigma dient als theoretische Grundlage. Es verwendet einen dem Begriff der sozialen „Schicht“ ähnlichen Begriff von „Class“. Dieser hat mit dem marxschen „Klassen“-Begriff jedoch praktisch nichts gemein, da er vom „Konsum“ her kommt, für das Marketing entwickelt worden ist und der Aspekt der Arbeit und des Privateigentums an den Produktionsmitteln komplett ausgespart wird.

## Oberklasse

### Obere Oberklasse
Diese soziale Klasse stellt eine soziale Elite dar, die aus international bekannten Familien stammt und von vererbtem Vermögen lebt. Charakteristisch sind mehrere Haushalte, internationale Wohnsitze und Ausbildungsprogramme für den Nachwuchs auf internationalen, streng zugangsbeschränkten Eliteschulen. Die hauptsächliche Beschäftigung besteht in der Verwaltung des umfangreichen Vermögens sowie internationaler Verpflichtungen. Der Sozialstatus dieser Klasse erlaubt ihren Mitgliedern auch die Ausrichtung von gesellschaftlich bedeutenden und überregional bekannten Festen, Bällen oder Ausstellungen. Die Interessen innerhalb dieser Gruppe beziehen sich auf Selbstverwirklichung und Ästhetik, eine für den Klassenerhalt vorteilhafte Partnerwahl sowie erlesene Konsumgüter, Yachten, Flugzeuge und Immobilien. Sie sind das Vorbild der unteren sozialen Klassen und werden von diesen beobachtet und imitiert.

### Untere Oberklasse
Hier finden sich vor allem Menschen (soziale Akteure), die durch besondere berufliche Leistungen oder selbst gesteigertes Erbschaftsvermögen zu beachtlichem materiellen Reichtum gelangt sind. Oft entstammen sie der Mittelklasse oder sind „gefallene Superreiche“, denen Fehler im Umgang mit ihrem Vermögen unterlaufen sind. Zu dieser Gruppe gehören auch die sog. „Neureichen“, die durch Heirat („Hypergamie“) oder Lotteriegewinn zu wirtschaftlichem Einfluss gelangt sind, und die durch ein exzentrisches Konsumverhalten auffallen. Hier finden sich auch bekannte Musiker und Schauspieler, erfolgreiche Sportler oder Schriftsteller. Das Marktinteresse zielt vor allem auf teure Autos, schöne Boote, Immobilien, Schmuck und sehr individuelle Reisen oder Studienaufenthalte.
In dieser Schicht ist das Ziel verbreitet, in die obere Oberklasse aufgenommen zu werden. In diesem Zusammenhang ist ein verstärktes Interesse an gemeinnützigen Projekten festzustellen, für das die Mitglieder der unteren Oberklasse gerne die Schirmherrschaft übernehmen bzw. spenden.

## Mittelklasse

### Obere Mittelklasse
Dies ist die Karriereschicht. Menschen dieses Sozialstatus haben sich als Freiberufler verwirklicht, sind Lehrende oder Unternehmer mit eigenen Firmen, oder sie sind durch Sparen über Generationen hinweg zu Immobilienbesitz gelangt. Häufig finden sich in dieser Schicht auch die Gewinner von Haussen. Ausbildung ist für diese Schicht sehr wichtig. Bestimmte Statussymbole der Oberschicht gehören im äußeren Auftreten zum Selbstverständnis. Regelmäßige Urlaube sind selbstverständlich. Höheren Angestellten oder Beamten in besseren Positionen gelingt es, in dieser Sozialschicht begrenzten Einfluss in Politik und Wirtschaft zu nehmen. Die Vermeidung eines sozialen Abstieges ist für diese Gruppe besonders wichtig.

### Untere Mittelklasse
In dieser Sozialschicht ist Fleiß besonders hoch angesehen, weniger die Selbstverwirklichung auf künstlerischer oder unternehmerischer Ebene. Die Angehörigen dieser Schicht leben in „gutbürgerlichen Verhältnissen“, besitzen eine selbstgenutzte Wohnimmobilie und halten sich streng an gesellschaftliche Normen und Vorgaben. Die geordnete Haushaltsführung ist besonders wichtig, weniger die Erkundung fremder Länder und Sitten oder das Unterstützen sozialer Projekte. Die Möbel werden regelmäßig neu erworben, die Reparaturen am Haus hingegen möglichst selbst durchgeführt. Es gibt ein ausgeprägtes Kostenbewusstsein bei Einkäufen, „Gelegenheiten“ haben einen hohen Stellenwert. Das Interesse an Pauschalreisen ist groß, es werden häufig Neuwagen gekauft. In dieser Sozialschicht herrscht auch ein gewisses Markenbewusstsein vor, Sicherheit ist ein wichtiges Kaufargument. Ein Aufstieg in die untere Oberschicht wird häufig angestrebt, bleibt jedoch aus einem typischen Mangel an Risikobereitschaft eher die Ausnahme.

## Unterklasse

### Obere Unterklasse
Hier finden sich vor allem einfache Angestellte und Facharbeiter, z. T. auch scheinselbständige Unternehmer ohne Mitarbeiter, „Arbeiteraristokraten“ (d. s. ältere Vorarbeiter, Industriemeister u. ä.), sowie Künstler ohne überregionale Bedeutung.
Die Wohnverhältnisse sind bescheiden, entweder zur Miete oder in sehr einfachen Eigenheimen, die überwiegend geerbt sind. Häufig bewohnen die Mitglieder dieser Schicht Wohnungen des sozialen Wohnungsbaus. Ihre Kaufgewohnheiten sind gewohnheitsmäßig gleich, selten werden kulturelle oder gesellschaftliche Ereignisse wahrgenommen. Die Schulbildung der Mitglieder dieser sozialen Schicht ist einfach bis mittel, häufig hat die Ehefrau keine eigene berufliche Stellung. Halbtagsbeschäftigungen im Laden oder einfache Bürotätigkeiten bessern die Haushaltskasse auf, auf Urlaub wird schon mal verzichtet. Diese Gruppe der sozialen Gesellschaft bildet den wichtigsten Markt für Gebrauchtwagen, Last-Minute-Reisen oder Sonderangebote im Möbelhandel. Markenware ist nicht von hoher Bedeutung. Häufig wird in Versandhauskatalogen auf Teilzahlung bestellt oder in Fernsehshows telefonisch gekauft.
Die Bestrebungen zum Aufstieg in eine höhere soziale Schicht sind weniger stark ausgeprägt als die Vermeidungsstrategie eines Totalverlustes an Sicherheit.

### Untere Unterklasse
Zu den Angehörigen der unteren Unterklasse zählen vor allem Menschen ohne eigenes Einkommen, ungelernte Arbeiter, Angehörige des zweiten Arbeitsmarktes, Arbeitssuchende und Sozialhilfeempfänger, sowie Ausländer ohne berufliche Qualifikation. Geringe Schulbildung oder psychische bzw. gesundheitliche Probleme schränken die berufliche Betätigung ein. Rentner ohne ausreichende Versorgung, welche zusätzliche staatliche Unterstützung benötigen und „brotlose Künstler“ bzw. Angehörige der Obdachlosenszene bestimmen das soziale Bild dieser Gruppe. Oft sind die der Mittelklasse entstammenden Werte und Normen verpönt.
Häufig prägen Alkohol- und Drogenmissbrauch den Alltag dieser Menschen. Produktqualität ist nicht entscheidend für eine Kaufentscheidung, Impulskäufe und unregelmäßige Versorgung sind der Regelfall.